# Pseudocyphellaria billardierei
Pseudocyphellaria billardierei är en lavart som först beskrevs av Delise, och fick sitt nu gällande namn av Räsänen. Pseudocyphellaria billardierei ingår i släktet Pseudocyphellaria och familjen Lobariaceae.   Inga underarter finns listade i Catalogue of Life.